# عباس أباد (أختاتشي الشرقي)
عباس أباد (بالفارسية: عباسآباد) هي قرية تقع في إيران في أذربيجان الغربية. يقدر عدد سكانها بـ 342 نسمة .